# アクラ (要塞)
アクラ（古代ギリシア語: Ἄκρα、ヘブライ語: חקרא ,חקרה；ラテン文字転写：Ḥaqra(h)）は、紀元前168年に行ったエルサレム市街での略奪後に、セレウコス朝シリアの王であったアンティオコス・エピファネスが建造した、古代ギリシアの城塞群である。エルサレムとその神殿群を治めるために建てられた。
アクラ城塞は、マカバイ戦争とハスモン朝の成立に重要な役割を果たし、この戦争中にシモン・タシによって破壊されたとする説や、戦後に使用されなくなってから解体されたという説など諸説ある（後述)。
ヘレニズム時代のエルサレムを理解するために重要であったため、アクラ遺跡の正確な位置は長い間議論されていた。歴史家や考古学者は、主に過去の文献から導き出された結論に基づき、エルサレム周辺の複数の場所を遺跡の場所として提唱してきた。この提唱は、1960年台後半に始まった発掘調査によって変化し始めた。新たな発見は、古代の文献やエルサレムの地理、既に発掘されていた遺跡の価値の再評価を促した。ヨーラム・ツァフリールは、神殿の丘の土台の南東部の端にある目地を、アクラの考えられる位置の手がかりとして捉えた。1968年から1978年に、神殿の丘南部の壁に隣接した場所で行われた、ベンジャミン・マザールによる発掘調査によって、兵舎のような部屋や巨大な屋外貯水槽といった、アクラに関連している可能性のある遺構が発見された。2015年11月3日には、イスラエル考古学庁が神殿の丘南西部やダビデの町北西部とは異なる場所でアクラの遺跡が発見され、「エルサレム最大の考古学的ミステリーの一つ」が解決したと発表した。
古代ギリシア語における「Ἄκρα」は、ヘレニズム時代の要塞全般に用いられた言葉であり、「アクラ」として言及されていたプトレマイオス・バリスや、「アクラ」という名称を引き継いだエルサレムの後期と区別するために、セレウコス・アクラと呼ばれることも多い。

## 歴史

### 背景
紀元前323年のアレクサンドロス3世の死後、ユダヤはエジプトのプトレマイオス王国とセレウコス朝シリアの間で争われていた。セレウコス朝の王であったアンティオコス3世がパニオンの戦いでエジプトに勝利し、ユダヤはセレウコス朝の支配下に置かれた。エルサレムに居住していたユダヤ系住民は、アンティオコス3世によるエジプトのエルサレム守備隊の駐屯地の包囲戦を支援した。セレウコス朝は、第二神殿の境内に外国人や不潔な動物が入ることを禁止することを含めた、ユダヤ人の宗教的自由を認める憲章を定め、神殿での特定の宗教儀式の維持に公的な資金を割り当てることでユダヤ系住民の支援に報いた。宗教的自由を認めたにもかかわらず、多くのユダヤ人は高名で影響力の大きいギリシアの生活様式に誘惑され、要素を取り入れた。ギリシア文化はユダヤ人に政治的かつ物的進歩への道を提供し、ユダヤ人集団の中でヘレニズム時代のエリートを形成することにつながった。ヘレニズム化は、伝統を重んじるユダヤ人とギリシア文化に同化したユダヤ人の間に軋轢を生み出した。

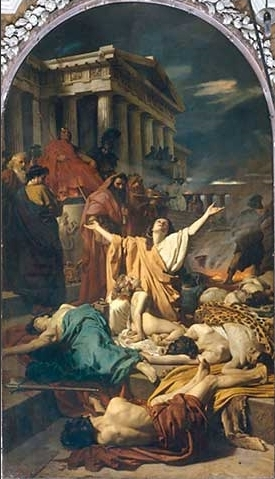
アントニオ・チゼリ作「マカビーの殉職」(1863年)。アンティオコス4世によるユダヤ人迫害を基にした話を描いている。

アンティオコス4世エピファネスは紀元前175年にセレウコス朝の王に即位した。その後まもなく、ヤソンは兄のオニアス3世が独占していた、イスラエル大祭司の地位に就かせてもらえるようエピファネスに請願した。ヤソン自身は完全にヘレニズムと同化し、その上街がギリシアに支払う朝貢料の増加や、ギュムナシオンやエフェビオン（若い人が運動に使うホール）を含むギリシアのポリスにあるような設備を設置することを確約した。ヤソンの請願は認可されたものの、支配から42か月後にアンティオコス4世によってエルサレムから追放され、アモン王国へ亡命することを余儀なくされた。その間、アンティオコス4世は2回のエジプト侵攻をそれぞれ紀元前170年、紀元前169年に行い、プトレマイオス軍を敗走させた。セレウコス朝の勝利は長くは続かなかった。セレウコス朝とプトレマイオス王国の統合を企むアンティオコス4世の意向は、急速に拡大していたローマの国家に危機感を与え、エジプトから軍を撤退するよう要求した。エジプトとの戦争中、エルサレムではアンティオコス4世が戦死したという噂が流布された。その後の混乱に乗じて、ヤソンは1000人の信者を集め、エルサレムへの襲撃計画を立てた。襲撃は撃退されたものの、襲撃の知らせがエジプトで交戦中であったアンティオコス4世の耳に届いたとき、アンティオコス4世は、ヤソンのユダヤ人たちがアンティオコス4世の失敗を利用して反乱しようとしているのではないかと疑った。紀元前168年に、アンティオコス4世はエルサレムに進軍し、神殿の宝物や住民の持ち物を略奪し、何千もの住民を虐殺した。
アンティオコス4世は父であるアンティオコス3世の方針を覆し、伝統的なユダヤ教の儀式を違法とし、伝統を重んじるユダヤ人を迫害するという法令を発布した。神殿での儀式は中止され、ユダヤ教における安息日の遵守も禁止され、割礼も非合法となった。その代わりとして、神殿にギリシアの神の像を祭った。

### 建設とマカバイ戦争での活用
エルサレムでの支配力の強化や神殿の丘での出来事の監視、エルサレムのヘレニズム化した派閥の防衛のため、アンティオコス4世はセレウコス軍をエルサレムに駐留させた。
そして彼らは、強大な外壁と強固な塔で囲んだダビデの町を造成し、それを駐留軍のために城塞(ギリシア語:Acra)とした。そして、彼らは罪人や悪人を配置し、訓練した。そして、彼らは防具と食糧を蓄え、エルサレムから略奪した品を集めた。そして、彼らをそこで寝かせ、大きな落とし穴となった。そして、この場所は聖域に対して、イスラエル中の悪魔が待ち構える場所となった。—『マカバイ記1』 1:35–38、
アクラという名前は、ギリシアのアクロポリスに由来し、「町を見下ろす、そびえ立つ要塞化された場所」ということを表している。エルサレムでは、アクラは「不信心で邪悪な」要塞という、反ユダヤ教である異教徒の象徴となっていった。エルサレムと周辺の田園地帯を支配したことで、エルサレムはギリシアの守備隊だけでなく、ユダヤ人の同盟国にも占領された。
セレウコス朝下でのユダヤ人の信仰生活の弾圧は、先住民の間でかなりの抵抗に遭った。紀元前167年の間、アンティオコス4世が占領していた東部にて、モディインの司祭であったマタティアがセレウコス朝に対して反乱を起こした。セレウコス朝も地元の親ヘレニズム派も反乱の規模を把握できなかった。紀元前164年、ユダ・マカバイによってエルサレムはセレウコス朝の支配から開放され、神殿は再び神聖化された。周辺の都市は陥落したものの、アクラとその住民は抵抗した。マカバイは城塞を包囲し、城塞の住民はセレウコス王（アンティオコス5世）に支援を求めた。その結果、反乱を鎮圧するため、セレウコス軍が派遣された。セレウコス軍がベン・ツルを包囲したとき、マカバイはアクラの包囲を中止し、アンティオコス5世率いる軍と戦闘せざるを得なかった。続くゼス・べカリアの戦いでセレウコス軍はマカビーから初戦を勝ち取り、マカバイは撤退を余儀なくされた。降伏を免れ、アクラは、ギリシアの駐屯兵を追放を目的としたハスモン朝の攻撃を数度に渡って防ぎつつ、セレウコス朝の城塞として20年間機能した。

### 解体に関する諸説

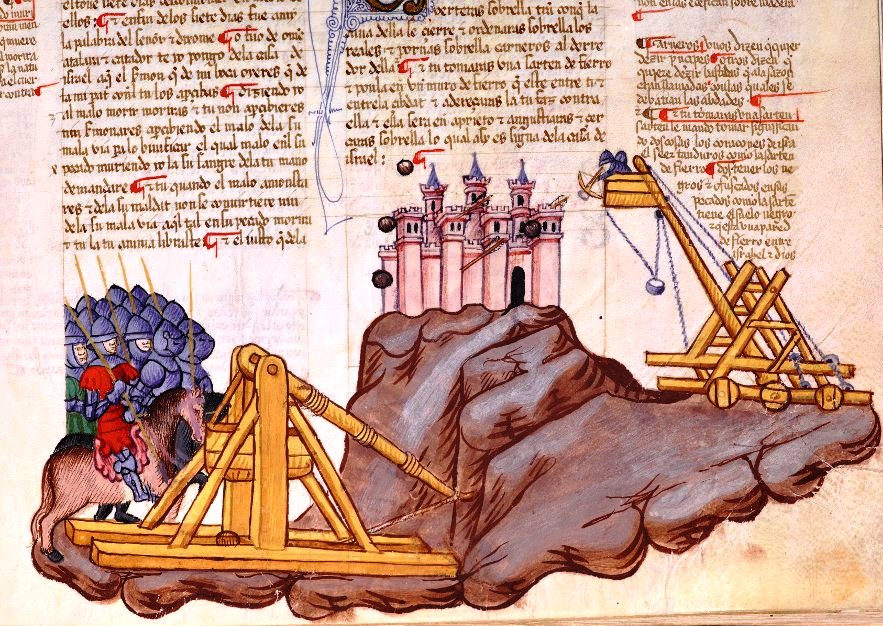
ユダ・マカバイによるアクラの包囲(アルバ・バイブル、1430年)

ユダ・マカバイは紀元前160年に殺害され、遺志は弟であるヨナタンに受け継がれ、ヨナタンはアクラの供給ラインを遮断する障壁を築こうと試みた。ベト・シェアン(スキトポリス)にて、セレウコス朝の将軍であったディオドトス・トリュフォン率いる侵攻軍との対決を強いられたとき、ヨナタンは既に障壁の建設に必要な人員を確保していた。トリュフォンは、ヨナタンを友愛的な会議に招待した上で捕縛し、殺害した。ヨナタンの遺志を受け継いだもう一人の弟であるシモンが最終的に、紀元前141年にアクラを奪取した。
アクラの最終的な末路については、2つの文献が存在するものの、その説明は矛盾している。フラウィウス・ヨセフスによれば、シモンは住民を追放した後、3年がかりでアクラを破壊し、アクラが存在した丘を切り開くことで神殿よりも低くし、エルサレムの邪悪な名残を一掃し、エルサレムの以降の支配者にその名残を否定させた。マカバイ記1には異なった説明が書かれている。
そしてシモンは、エルサレムの住民は毎年この日を喜びで祝うべきであると宣言した。シモンは、城郭(ギリシア語: Acra)に沿って神殿の丘の要塞を強化し、部下とともに居住した。—『マカバイ記1』 13:52、
この文献によれば、シモンがすぐにアクラを解体せず、代わりにアクラを占領し、アクラ内で居住していた可能性を示唆している。マカバイ記1にはその末路について言及されていない。アクラは、エルサレムとその住民を監視し、操るための内なる関門として建造された。もし、ダビデの町がほとんどの学者が推測している位置にあったとすれば、アクラはエルサレムを外部の脅威から守るにはほぼ効果がなかったのではないかと思われる。恐らくこの場合、エルサレム上部にハスモン・バリスとハスモニアン宮殿が建造された後、紀元前2世紀末期に使用されなくなり、解体された可能性があると言われている。
またバザレル・バー・コクヴァは、紀元前139年にアンティオコス7世がシモンが奪取したヤッファとゲゼルを要求した時点でもアクラは存在していたという、別の仮説を提唱している。シモンは2つの都市に関しては議論するつもりであったが、アクラについては言及しなかった。この時点でシモンは、セレウコス朝がエルサレムの領有権を主張したり、保持するという方法を封じたに違いないと考えている。したがって、アンティオコス7世がヒルカノス1世の治世にてエルサレムを鎮圧したときに、街にセレウコスの駐屯軍を配置することを除いて、アンティオコス7世の要求は全て満たされた。アクラがこの時点で既に存在していなかったので、駐留軍が泊まる場所がどこにもなかったため、ヒルカノス1世はこの要求を拒絶し、アンティオコス7世に要求を諦めさせることができたのではないかと提言している。この説では、アクラの崩壊は紀元前130年代に起きたと推定している。

## 場所

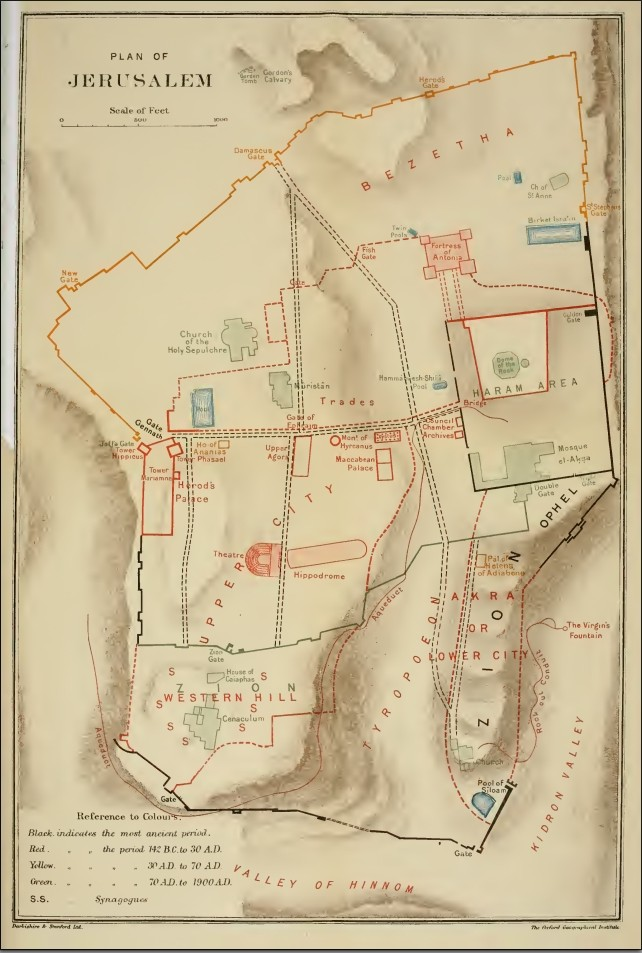
1903年のエルサレムの地図。南東部の丘全体にアクラが確認できる。

アクラの場所はエルサレムにおけるセレウコス軍とマカバイ軍の戦いの中で起きた出来事を理解するために重要であったため、現代の学者の間でも議論の対象となっている。アクラの位置と特徴について最も詳細に書かれている古代の説明は、フラウィウス・ヨセフスの『ユダヤ古代誌』にあり、その中で、エルサレム下部の神殿に囲まれた丘の上にあると記述している。
･･･。そして、彼が城壁を倒したとき、彼はエルサレムの下部に城塞(ギリシア語:Acra)を建てた。なぜなら、その場所が高所にあり、神殿を見下ろすことができたからである。その上、彼は高い壁と塔で、城塞を強化し、マケドニアの駐留軍を配置した。しかし、その城塞には群衆の不信心で邪悪な部分が宿っており、それによって市民が、多くの痛ましい災いに悩まされていたことが分かったのだ。—フラウィウス・ヨセフス、『ユダヤ古代誌』12:252–253、
ヨセフスの時代(西暦1世紀)に「下町」と呼ばれていた「街の下部」とは、伝統的にダビデの町として知られている、旧市街の中心地であるエルサレム南東部の丘であることは認められている。神殿の丘南部にあるが、今日露出している場所は丘自体よりも著しく標高が低い。丘の頂上はヘロデ朝時代後期に拡張された寺院の擁壁の南部にあたる地面よりも30 m高い位置にある。丘の標高は頂上から南に向かうにつれて低くなっている。エルサレム出身のヨセフスはこの矛盾を自覚していただろうが、この説明でなければ、シモンがアクラを建っていた丘ごと破壊することができた理由を説明できないのである。しかし、神殿の丘南部での発掘調査では、そういった大規模な採石場の証拠は発見できなかった。対照的に、この地域での発掘調査では、紀元前1世紀からローマ時代までこの地で居住していた物証が発見されており、ヘレニズム時代の丘のほうがヨセフスの時代よりもはるかに標高が高かった、あるいは丘が取り除かれたといった推測には疑問が投げかけられている。この事実から、多くの研究者はヨセフスの説明とそれによるアクラの位置を無視し、別の場所にアクラがあったという説を提唱した。1841年に、エドワード・ロビンソンがアクラの位置として聖墳墓教会付近の場所を提案した時点で、エルサレム旧市街とその周辺の異なる9か所の場所が提唱されていたものの、2015年の発見によって、神殿の北にあったとする説や神殿に隣接していたとする説、旧市街の西側の高台にあったとする説は否定された。

### 西部の高台にあったとする説
研究者数名が、現在旧市街のユダヤ人街となっている、エルサレム西部の丘にある上部地区にアクラがあったと提唱した。この仮説は、『マカバイ記2』に記されたエルサレムに設立されたヘレニズム時代のポリスである、アンティオシア内にあったアクラの位置を特定するために求めた仮説であった。この仮説に基づく新しい都市はヒッポダモスの計画で進めていたと思われており、西部の丘だけが必要な平らで広い土地を提供できる土地であったと推測された。さらに、丘の東端は神殿の丘に隣接しており、標高が高くなっていたというアクラに起因する2つの特徴があった。
この仮説に異議を唱えた者は、エルサレムにヘレニズム時代のポリスの設立を支持する考古学的、歴史的証拠がほとんど無く、アクラがヘレニズム時代の間、まばらにしか人が居住と思われる西部の丘に位置していたことは不自然だと指摘していた。今日のユダヤ人地区の発掘調査では、第一神殿時代で住人が生活していた証拠や、ハスモン朝やヘロデ大王の時代に居住地として更新された証拠は発見されたものの、ヘレニズム時代に人が居住していたという証拠はほぼ存在しなかった。ロドス島の刻印がされたアンフォラの取っ手の分布に関する調査により、エルサレムで発見されたアンフォラの取っ手の95 %以上がダビデの町で発掘されたことが明らかになり、セレウコス朝の統治下ではエルサレムはまだ西部の丘まで広がっていなかったことが示された。加えて、西部の丘はティロポエオン渓谷によって神殿の丘とダビデの町から隔てられており、この位置にアクラがあった場合、エルサレムでも神殿や人口が多い東部にて、恐らく介入を要求する外的勢力と戦闘する上で戦術的に明らかに不利であったことからこの説は否定された。

### 神殿の丘北部にあったとする説
アクラはエルサレムで最初のヘレニズム時代の要塞ではなかった。文献によれば、初期の要塞であるプトレマイオス・バリスは神殿の境内を見下ろす場所を占有していた。バリスの正確な位置はまだ議論されているが、このことから、アクラは神殿の丘北部の、後にアントニア要塞に占有される土地にあったのではないかとする説が一般的に受け入れられている。バリスは紀元前2世紀末期にアンティオコス3世によって陥落させられ、マカバイ戦争では全ての戦闘で使用されなかった。アクラの建設が非常に短期間で行われたとする逸話があるにもかかわらず、長期間の包囲に堪えるぐらい非常に優れたものであった。これらの要因は、バリス自体が「アクラ」と呼ばれていたという文献も相まって、バリスとアクラは同じ構造だったのではないかと推測されていた。『マカバイ記1』とヨセフスの著書にはアクラは新しい構造として書かれているが、そうではなかった可能性がある。『ユダヤ古代誌』12巻253ページは、城塞に「不信心で邪悪な」者が「宿る」というよりも、アクラは戦前から残っており、マケドニア軍だけが新しいという意味として、「不信心で邪悪な」者が「残った」という意味を与えるように翻訳された可能性がある。
コーエン・デコスターは、ヨセフスはアントニア要塞とヘロデ朝の宮殿という2つの象徴が存在した1世紀のエルサレムに精通していたと思われる聴衆に向けて「下町にある要塞」と書いたのではないかと提唱した。ヨセフスが生きていたローマ時代のエルサレムは既に西部の高い丘に広がっていたため、「下部地域の要塞」は神殿北部に建つアントニア要塞を含めた、ティロポエオン渓谷の東に位置する全てのものとして言及してそびえ、エルサレムを支配した可能性がある。デコスターの見解では、この場所はヨセフスがアクラについて書いたときに言及しておかなければならなかった場所であるとしている。
この説に異議を唱える者は、この場所にアクラがあったことを支持する文献は存在せず、この説はアクラがエルサレムの人口の中心から遠ざけることになると訴えている。前後に建てられた要塞とは異なり、外部からの脅威から街を防御するのではなく、むしろエルサレムのユダヤ人地区を監視する役割は、提唱された北部では互換性がなくなるためこの説は否定された。

### ダビデの町とアクラが合体していたとする説
『マカバイ記1』はマカバイ戦争と同時期に記録された文献であるため、『マカバイ記1』の1章35から38ページにおけるアクラの記述は最も信頼できるものだと考えられており、その記述はアクラは神殿の南に位置していたと示している。ヨセフスはアクラの建っていた丘の破壊に関してはありえない説明をしていたが、ユダヤ戦争の終結(70年)についての記述にはアクラが神殿の南に位置していたという追加の証拠を残していた。
...。しかし、翌日彼らは公文書の貯蔵庫、アクラ、公営住宅、そしてオーヘルと呼ばれた場所に放火した。そのとき、この火はアクラの中心部に位置するヘレナ女王の宮殿まで回った。—フラウィウス・ヨセフス、ユダヤ戦記 6:354、
この記述に記された他の建造物は下部地域の南に位置していたため、アクラも同様の地域にあったのではないかと提唱された。この記述は、ヘレニズム時代の統治の終焉を迎え、アクラが壊滅した後も数年間、エルサレム南部にその名前が地名として存在していたことや、アクラが特定の建物ではなく、エルサレムの特定の地域全体を指した名前であると証明している。実際に、『マカバイ記1』のいくつかの項は同様の点を示していると読むことができる。
ニカノール軍のうち、約500人が倒され、残りの兵はダビデの町に逃亡した。—『マカバイ記1』 7:32、
そして彼の時代は彼の手によって繁栄したため、エルサレムにあるダビデの町の住民は、要塞(ギリシア語:Acra)を建てたことで、そこから聖域の周辺へ出撃して汚し、その純潔にダメージを与えたことで、異教徒と同様に国から追放された。—『マカバイ記1』14:36、
これらは、紀元前168年にアンティオコス4世がエルサレムを略奪した後、神殿の丘南部にあるダビデの町の少なくとも一部が要塞化されたエルサレムのヘレニズム時代の地区として再建されたことを示唆している。アクラは要塞であること以上に、ユダヤ教の背教者や新体制の支持者が住む、マケドニアの植民地であった。このことは、ロドス島の刻印がされたアンフォラの取っ手やダビデの町東部の斜面で発見された18個の墓を含む、考古学的証拠によって支持されている。後者に関しては2世紀初頭まで遡る必要がある上、第二神殿時代のユダヤ人の埋葬方法に特徴がないものの、アッコ(プトレマイス)の墓のようなヘレニズム時代に作られたことが判明している墓に類似していることで証明されている。

### アクラの発掘
たとえ「アクラ」という名前が単に要塞単体ではなく、ヘレニズム時代の地区全体を示したものだったとしても、占有していたマケドニアの兵隊が宿営するために敷地内に建っていた可能性が高い。ヘレニズム時代の都市では、城壁に囲まれた地域の最高地点またはその付近に城塞を建設することが一般的であった。したがって、より広い飛び地や周囲が無関係な土地であったとしても、城塞はおそらく神殿の丘のすぐ南にあるダビデの町の北端に建っていたと推定された。考古学者は、アクラのより正確な位置を特定するために、発掘現場から発見された物を利用しようとした。
ヨーラム・ツァフリールは、神殿の丘の外壁の南東部の端の地下にアクラが位置していると推測した。ツァフリールは、壁が建設された時期が異なっていたという証拠として、壁の東部の石積みに真っ直ぐ垂直な継ぎ目が入っていることを挙げた。継ぎ目の北部は、初期に大きな切石積みのブロックで作られた壁である。これらのブロックには、突出した突起部の周りに切込面のある面や、上下に均一な小口積みと長手積みで積まれているという特徴がある。この建築様式はヘレニズム的であり、継ぎ目より南側の壁のヘロデ様式とは異なる。この様式が成立した正確な年代は不明であるが、ツァフリールはこれこそが、後にヘロデ大王の時代に拡張された神殿の土台に組み込まれた、アクラの土台の名残であると信じた。ツァフリールはさらなる証拠として、継ぎ目より北側の壁に見られる建築様式が、小アジアのペルガにあるセレウコス朝下で造成された都市で用いられた建築様式とかなり類似していることを挙げた。『マカバイ記1』の1章30ページには、アクラの建築様式は、アンティオコス3世の「chief collector(ヘブライ語: שר-המיסים；ラテン文字転写：Sar Hamissim)」であったアポロニウスが完成させたと記述されているが、これは文献の誤訳であり、本来はアポロニウスは小アジアの民族であったミュシア人の「首長（chief、ヘブライ語: שר；ラテン文字転写：Sar）」であった。
メイヤー・ベン・ドヴは、アクラがヘロデ朝時代に拡張された神殿の丘の土台の南側の壁にあるハルダ門の真南に位置していたと推測した。神殿の丘の土台南部に隣接していた、オーヘルにおけるベンジャミン・マザールの発掘調査にて、ヘレニズム時代に造られたと推定されている、巨大な構造物や大きな屋外貯水槽の基礎が発掘された。これらの基礎は、互いに繋がった小部屋の列を特徴とした構造をしていた、兵舎と推定されている残骸とともに、暫定的にアクラの遺構と認識した。これらの基礎は、ハスモン朝の時代に解体され再築されており、ヨセフスの記述と一致した。その後、ハスモン朝時代の建造物も解体され、ヘロデ朝時代の改修時に神殿の土台への正門に面した広場を造るために、地面を均された。
神殿の丘の地下にあるいくつかの屋外貯水槽自体も、アクラの残骸である可能性があると提唱されている。この貯水槽には、Eの字の形をした70万 英ガロン（320万 L）の貯水槽が含まれ、その北端は、ヘロデ朝による拡張前の神殿の丘地区の南側の計画での線に隣接している。この貯水槽は、ミシュナーのエルヴィン 10章14ページにて言及されている「be'er haqar」または「bor heqer」であると特定されており、一般的には「cold well」と誤って解釈されている。
アクラの存在に関するさらなる証拠は、シモン・アッペルバウムが発表した、エルサレム旧市街にある古代ギリシアの碑文の断片からの発見から得られる可能性がある。碑文は砂岩で出来た石碑の上部の断片であり、アクラに残留した兵士がとった誓いの内容が含まれている可能性があるが、この文での「アクラ」という名前の読みについて異議が唱えられている。

## 2015年の発見
2015年11月に、イスラエル考古学庁はアクラが発見される可能性があると発表した。考古学者であるドロン・ベン・アミ、ヤーナ・チェカノヴェツ、サロメ・コーヘンはダビデの町に隣接したギヴァティ駐車場での発掘調査にて、アクラとして特定された複数の部屋と城塞の壁を発見した。この場所は、神殿の丘とパレスチナのシルワン地区の間にある。この発見には、城塞の壁や20 mの監視塔4本、斜堤も含まれている。アンティオコス4世の紋章である、トライデントが刻印されたブロンズ製の矢じりや鉛で出来た石つぶて、バリスタの石が発見された。これらは、アクラの軍事的性質とこれらを取得するための取り組みを示している。この発掘調査では、アンティオコス4世からアンティオコス7世までの時代の硬貨と、ロドス島の刻印がされた、多数のアンフォラの取っ手も発見された。
文献に示されているように、ギヴァティ駐車場のあった場所は丘の中でも標高の低い場所であり、神殿の丘を見下ろすことができないという疑問が生じている。